# Peucetia rajani
Peucetia rajani là một loài nhện trong họ Oxyopidae.
Loài này thuộc chi Peucetia. Peucetia rajani được Pawan U. Gajbe miêu tả năm 1999.